# Spiritualité carmélitaine

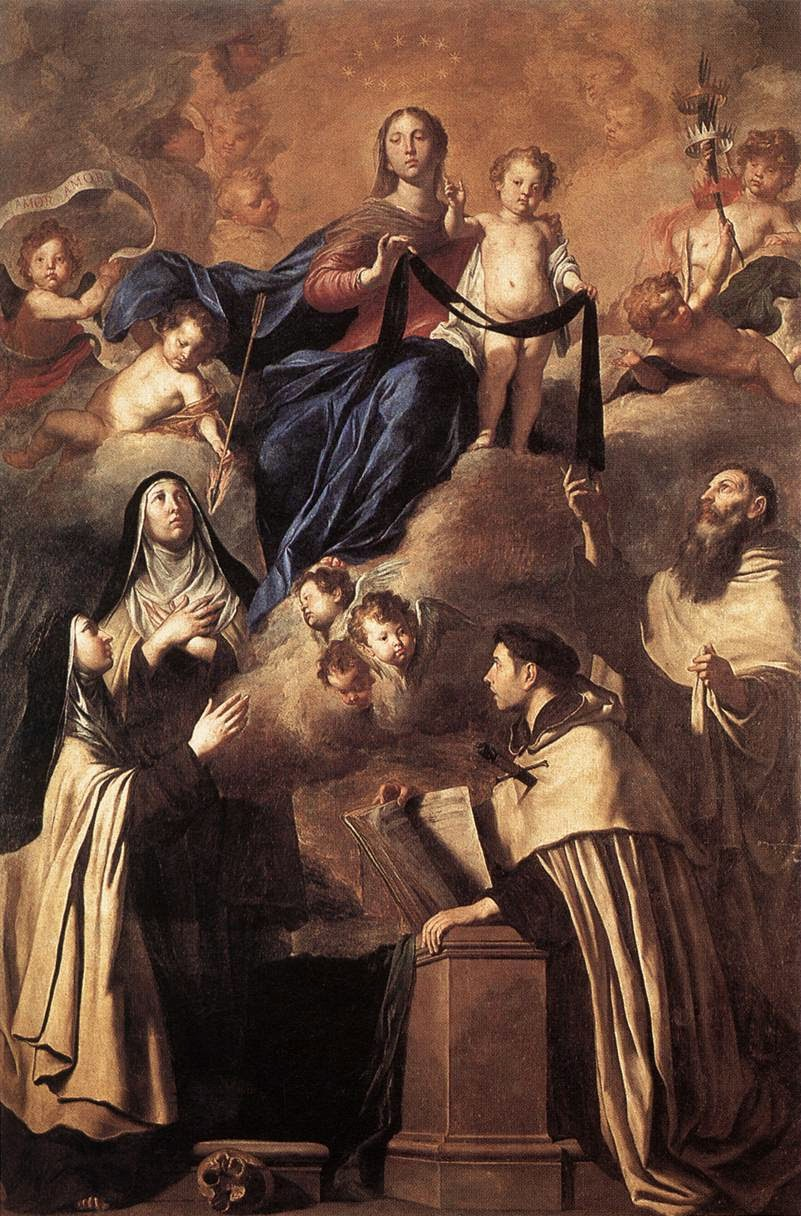
Pietro Novelli, Notre-Dame du Mont-Carmel remettant le scapulaire à Simon Stock

La spiritualité carmélitaine est le fruit de l'histoire mouvementée de l'ordre : érémitique à sa fondation, les frères carmes ont conservé de leurs fondateurs, et développé une spiritualité contemplative de rencontre avec Dieu. Cet ordre est profondément marial : dès le début de son histoire, la communauté naissante se place sous le patronage et la protection de la Vierge Marie à travers une appellation particulière : Notre-Dame du Mont-Carmel. Le scapulaire, porté dès la fin du XIIIe siècle par tous les membres de l'ordre, est le signe visible de ce lien de confiance et de dépendance du carme envers la Vierge.
La prière silencieuse et solitaire des premiers ermites perdure encore aujourd'hui à travers l'oraison silencieuse qui a été au centre de nombreuses réformes dans l'ordre, mais surtout d'un grand nombre d'ouvrages pédagogiques rédigés tant par des frères carmes que par des carmélites. Si les noms des grands docteurs (Jean de la Croix, Thérèse d'Avila, Thérèse de Lisieux) ainsi que leurs ouvrages sont bien connus, y compris en dehors de l'ordre, ils ne sont pas les seuls à avoir écrit sur l'oraison. De très nombreux autres membres de l'ordre (carmes, mais aussi carmélites ou laïcs) ont écrit sur ce thème, faisant de ce mode de prière un point fort de la spiritualité de l'ordre.
Pour le chrétien, l'oraison n'est pas une fin en soi, mais le moyen d'arriver à la contemplation, la rencontre avec Dieu et sa sanctification. La contemplation est liée à l'apostolat : contemplation et apostolat s'enrichissant mutuellement comme l'ont écrit de nombreux auteurs carmélitains. Ce point a été soulevé et défendu par de très nombreux auteurs mystiques qui ont indiqué avec force (dans leurs écrits) le lien fort entre la vie mystique du chrétien, son apostolat et même la « sainteté de l’Église ». Dans l'ordre du Carmel, l'apostolat ne se fait pas seulement par la prière, mais également par l'action, ainsi, de nombreuses congrégations religieuses, liées à l'ordre, ont une vocation apostolique concrète (soin des malades, éducation, formation), en plus de leur vocation contemplative.

## Historique de l'Ordre

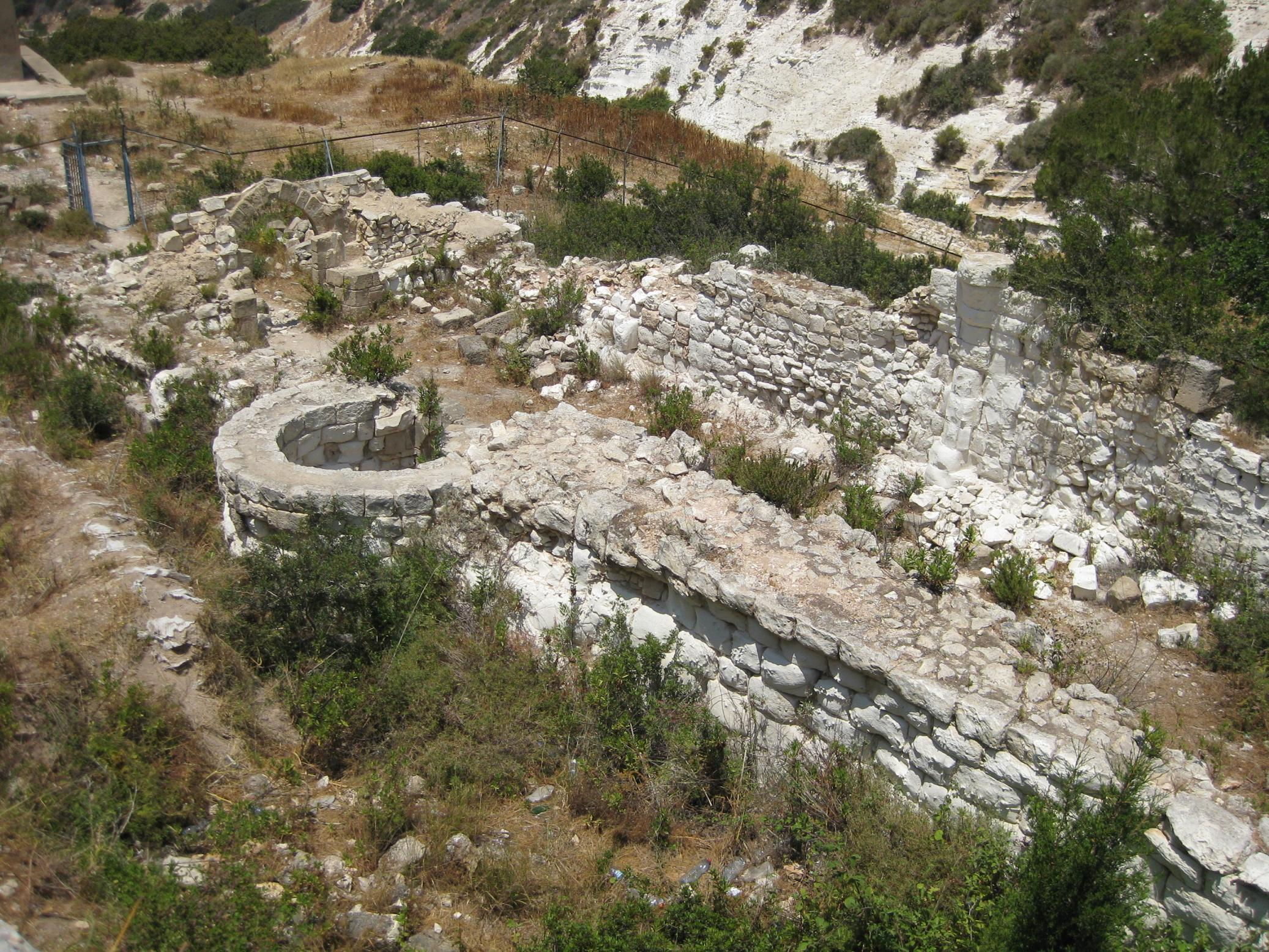
Ruines de la première église Notre-Dame du Mont-Carmel (XII) sur les pentes du mont Carmel.

Fondé au XIIe siècle sur les pentes du mont Carmel par des ermites chrétiens d'occident souhaitant vivre « suivant l'héritage spirituel des prophètes Élie et Élisée », cette première communauté s'oriente vers une spiritualité contemplative. Mais la fuite de ces ermites en Occident (du fait de la reconquête de la Palestine par Saladin et ses successeurs) oblige ces ermites à réorganiser leur communauté et leur mode de vie. Devenus moines en Europe, ils s'orientent vers l'apostolat, comme le font alors d'autres ordres mendiants (les franciscains ou les dominicains). Cette évolution entraîne de vives tensions qui perdureront un certain temps entre les tenants de l'une ou l'autre mission (contemplation ou apostolat). La mitigation de la règle au XVe siècle entraîne une réduction du temps consacré à l'oraison, mais aussi des critiques et des divisions entre les moines (tenant d'une plus grande rigueur de vie religieuse). Il s'ensuit de nombreuses tentatives de réformes visant à ramener à l'oraison les frères dans les couvents, dont la réforme thérésienne qui amènera quelques décennies plus tard à la scission de l'ordre en deux branches (les Grands Carmes et les Carmes déchaux). Cœur de la réforme thérésienne : l'oraison et la contemplation ont également une grande importance dans la branche des carmes mitigés.

## La spiritualité

### La Vierge Marie

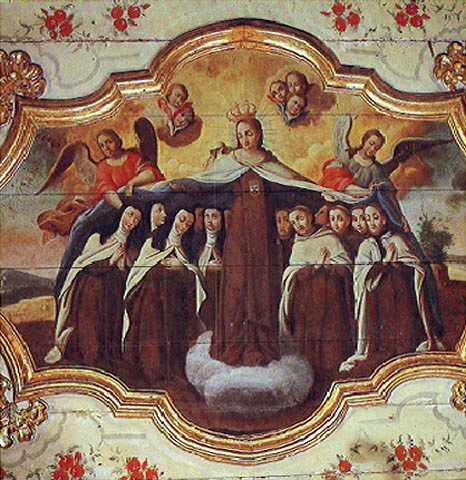
Notre-Dame du Mont-Carmel et les saints du Carmel (XVIIIe siècle).

L'ordre du Carmel a une spiritualité mariale forte : dès leur fondation sur le mont Carmel, les premiers ermites se mettent sous la protection de la Vierge Marie et se rassemblent dans une chapelle dédiée à « Notre-Dame du Mont-Carmel ». Ils désignent la Vierge comme « Mère et Reine » de l'ordre naissant. Lors de leur fuite en Europe, les carmes se confient à la prière et à la protection de la Vierge (dans les difficultés qu'ils rencontrent pour réorganiser et stabiliser leur ordre passant de l'érémitisme au monachisme). Ainsi, l'autorisation donnée par le pape Innocent IV en 1247 de maintenir l'ordre des Carmes, et la décision définitive adoptée lors du concile de Lyon en 1274 sont toutes deux considérées comme des miracles attribués à la Vierge Marie. Ce dernier événement donnera lieu à la fête de Notre-Dame du Mont-Carmel le 16 juillet.
Un événement fondateur intervient en 1251 : selon la tradition, le supérieur général des Carmes, saint Simon Stock, très inquiet sur la situation très difficile de l'ordre, prie intensément la Vierge Marie de venir en aide à son ordre. En 1251, Notre-Dame du Mont-Carmel lui apparaît alors accompagnée d'une multitude d'anges, et tenant en sa main le scapulaire. 
La Vierge lui remet alors le scapulaire, signe visible de sa protection pour l'Ordre naissant et pour le fidèle qui le porte. À la suite de cette vision, le scapulaire de Notre-Dame du Mont-Carmel se diffuse rapidement dans la population et l’ordre du Carmel se répand dans toute l'Europe. Même si l'historicité de ces événements est aujourd'hui contestée,, ce récit et cette tradition fixent l'attachement et la dévotion de l'ordre du Carmel à Notre-Dame du Mont-Carmel et au scapulaire Brun porté par tous les membres de l'ordre.
Plus tard, un certain nombre de carmes s'attacheront à soutenir et propager la dévotion à la Vierge Marie, tout en soutenant très tôt la dévotion à l'Immaculée Conception,. D'autres vont même jusqu'à défendre le statut de corédemptrice pour la Vierge Marie (comme Mathias de Saint-Jean au XVIIe siècle).

### Les prophètes de l'Ancien Testament

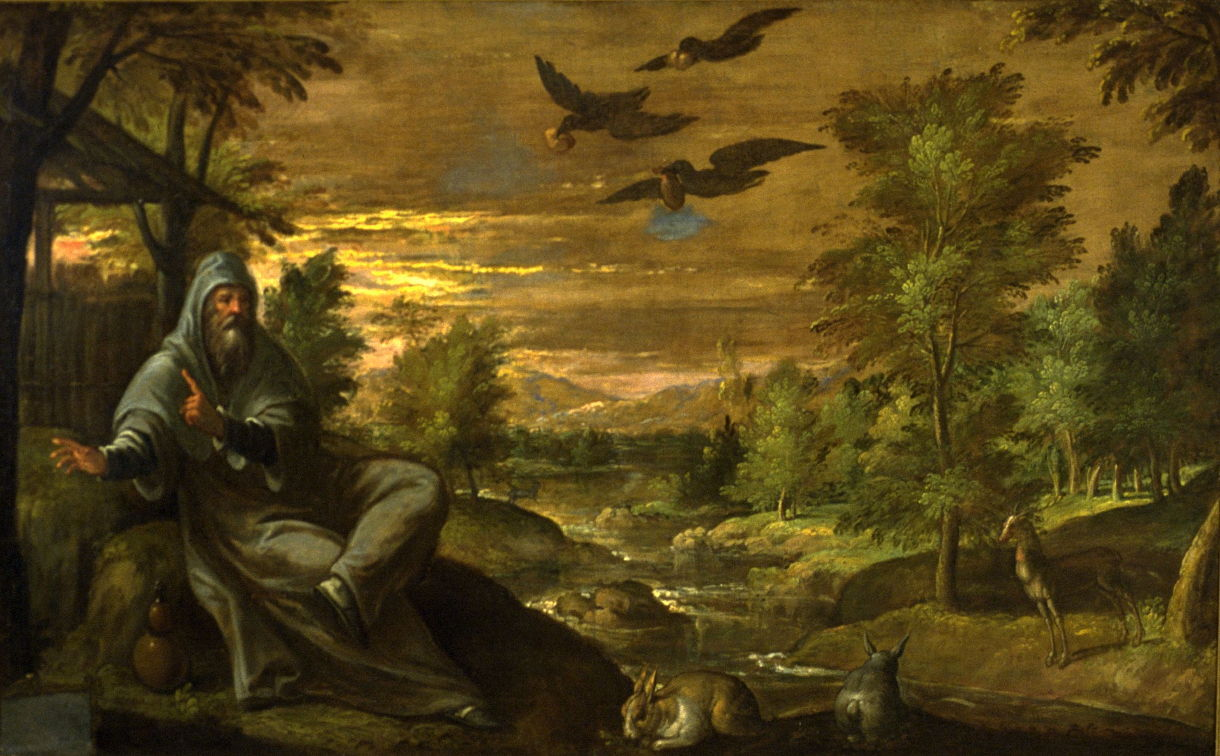
Élie nourrit par les corbeaux, Paolo Fiammingo, XVI.

Élie et Élisée, sont considérés comme les pères fondateurs de l'ordre du Carmel. Leur spiritualité, et la méditation des écrits de l'Ancien Testament les concernant ont nourri et influencé la spiritualité de l'Ordre.
Cette paternité spirituelle d'Élie s'exprime jusque dans le blason de l'ordre du Carmel.

### L'oraison

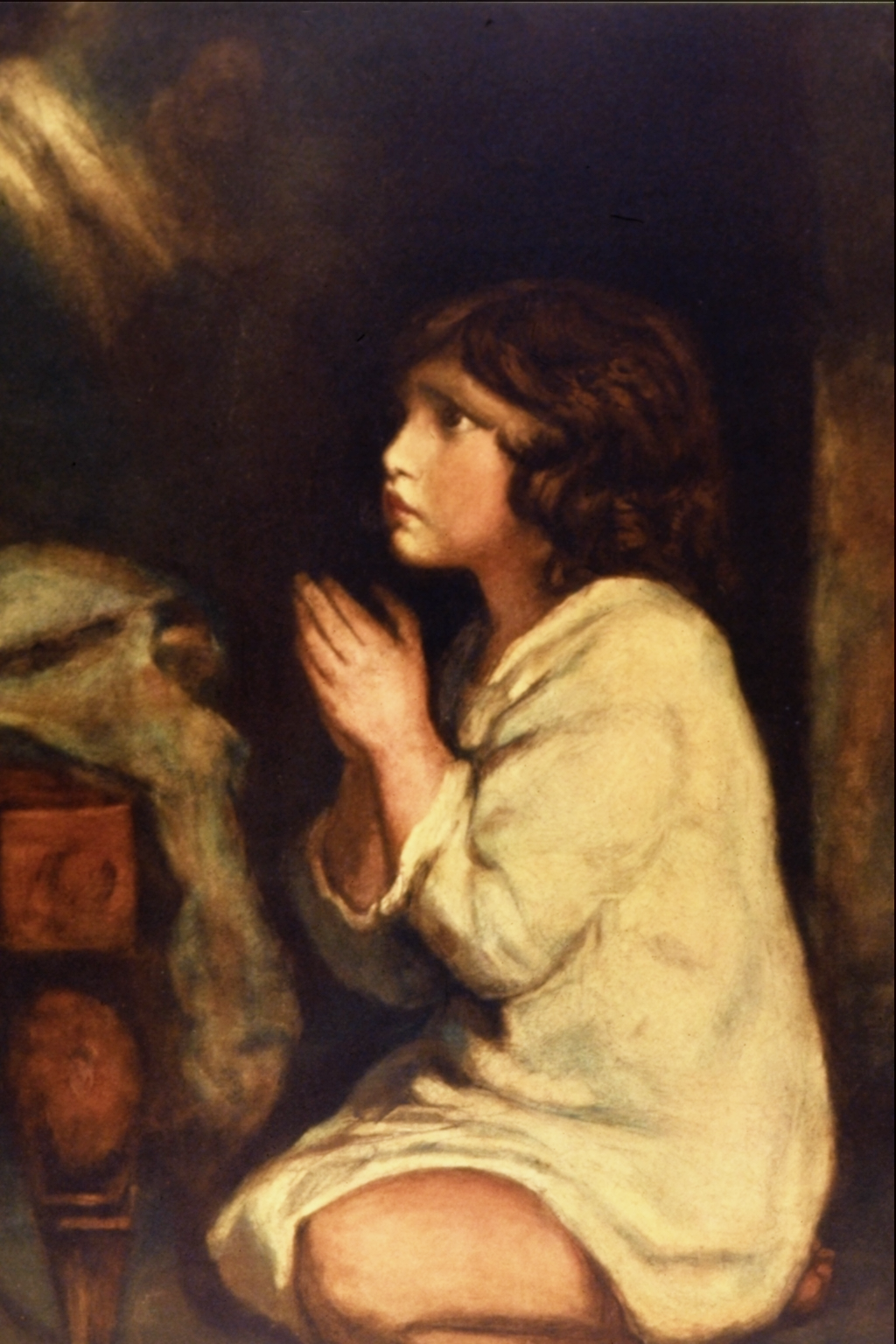
Le jeune Samuel en prière. Joshua Reynolds (XVIII).

Thérèse d'Avila déclare à ses religieuses : « Nous toutes qui portons ce saint habit du Carmel, nous sommes appelées à l'oraison et à la contemplation. Telle a été, en effet, notre première institution ». Sa déclaration s'appuie probablement sur la lecture du livre de Philippe Ribot L'institution des premiers moines. En effet, dans son ouvrage rédigé à la fin du XIVe siècle (ouvrage longtemps considéré comme la « grande charte de la spiritualité carmélitaine »), celui-ci indique le chemin spirituel pour les moines carmes (la pratique de l'oraison), à partir de la méditation d'un court verset du livre des Rois (1R 17,2-4),. Dans son premier chapitre, le carme indique que « nous, moines ermites, devrions méditer sur chaque mot, non seulement sur le sens historique mais spécialement sur la signification mystique de ces ordres salutaires qu’Élie accomplit sous l'inspiration de l'Esprit-Saint et des promesses qu'Il l'encouragea à poursuivre. ». Le père Ribot continue en invitant le carme à méditer, prier et donc faire oraison afin d'« expérimenter dès la vie présente ou voir mystiquement dans son cœur la puissance de la présence divine et goûter la douceur de la gloire céleste »,. À la suite du Père Ribot, Thérèse encouragera ses religieuses à faire oraison. Les différents écrits thérésiens (le Livre de la vie, les Fondations, le Chemin de perfection et surtout Le Château intérieur), sont des encouragements et des enseignements pour bien faire oraison et avancer dans l'oraison.
Jean de la Croix, lui aussi, encourage les religieux et religieuses à faire oraison ; il a également écrit et enseigné sur l'oraison (comme dans La Montée du Carmel, La Nuit obscure ou La Vive Flamme d'amour). 
Tous les réformateurs du Carmel ont insisté sur l'importance de l'oraison, et le retour à une pratique assidue à l'oraison, comme Philippe Thibault et Jean de Saint-Samson dans la Réforme de Touraine,, ou Jean Soreth qui, au XVe siècle déjà, essayait de ramener les frères carmes à une plus grande rigueur de vie religieuse et une pratique de l'oraison. Nicolas le Français, dans son ouvrage Ignea Sagitta (Flèche de Feu) rappelle, non sans rudesse, que selon la Règle chaque frère doit demeurer dans sa cellule pour y vaquer à la méditation et à l'oraison, à moins d'un motif valable. Plus proche de nous, d'autres carmes ont poursuivi ce travail de publication centré sur l'oraison comme Alphonse de la Mère des Douleurs qui publie (au début du XXe siècle) six volumes d'un manuel de méditations pour chaque jour de l'année, intitulé Pratique journalière de l'oraison et de la contemplation divine ou le frère Luc-Marie du Cœur Immaculé qui publie en 2008 un ouvrage pédagogique sur l'oraison (reprenant tous les grands maitres du Carmel), à destination des membres de l'OCDS et de tout laïc en général.

### La contemplation

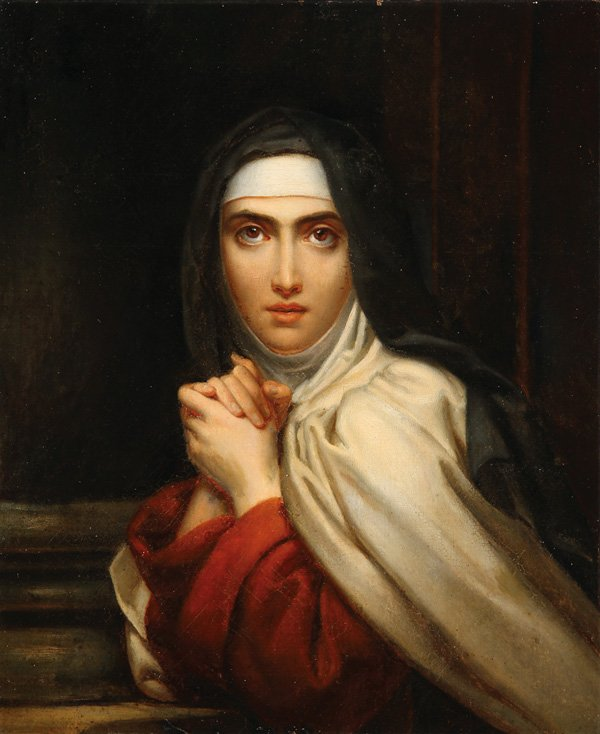
Thérèse d'Ávila, par François Gérard, 1827. Infirmerie Marie-Thérèse, Paris.

Lors de leur fondation sur le mont Carmel, les ermites ont une vocation principalement contemplative. Lorsque ceux-ci viennent de s'installer en Europe, le général de l'ordre Nicolas le Français insiste sur la prééminence de la contemplation sur l'action (apostolique). Il rédige un ouvrage La flèche de feu qui restera une référence dans l'ordre durant des siècles. 
Après plusieurs siècles et les réformes menées par Jean Soreth, Jean de Saint-Samson ou Philippe Thibault (Réforme de Touraine) ou même Thérèse d'Avila et Jean de la Croix, ayant pour finalité une redécouverte ou remise en place de l'oraison et de la vocation contemplative de l'ordre, plusieurs responsables carmes mettent en place des « saints déserts » : petits ermitages destinés aux moines de l'ordre pour qu'ils y passent un temps de retraite érémitique (généralement de quelques mois). Aujourd'hui encore, l'Ordre du Carmel compte plusieurs Saints déserts destinés à ses membres. Le père Thomas de Jésus (1564-1627) a clairement indiqué que ces ermitages n'ont pas vocation à « isoler le carme du monde », mais à l'ouvrir à la mission d'évangélisation et le renforcer (en vue de l'apostolat),.
Philippe Ribot, dans son ouvrage L'institution des premiers moines, rédigé à la fin du XIVe siècle,, exprime l'idée que le carme doit « parvenir à la perfection de la charité » par « la vie monastique, érémitique » afin de « boire à l'eau du torrent » c'est-à-dire « faire l'expérience de la présence de Dieu et recevoir, dès cette vie, un avant-goût de la gloire céleste ». Le père Jean de Jésus-Marie, rédacteur des constitutions de la Congrégation d'Italie en 1599, précise bien dans le prologue de ses constitutions que le « charisme du Carmel réformé » comporte deux parts : en premier la contemplation, et en seconde part « l'action » (l'apostolat). Il précise que pour le carme déchaux, la « meilleure part est l'union mystique dans laquelle l'âme se joint à Dieu par l'amour et la contemplation ».
Jean de la Croix, dans son poème mystique La Vive Flamme d'amour (ainsi que d'autres ouvrages, comme La Montée du Carmel), indique lui aussi le chemin de l'âme jusqu'à Dieu et la rencontre de l'âme avec Dieu dans la contemplation « face à face ».
Thérèse d'Avila, dans ses différents écrits, et particulièrement dans Le Château intérieur présente la rencontre de l'âme avec Dieu dans les différentes demeures et en particulier dans la 7e demeure.
Dans une allocution au carmes déchaux en 1967, le pape Paul VI leur a rappelé les principaux points de leur spiritualité :
- La règle de vie ascétique orientée tout entière vers la prière dans la solitude et la pénitence
- le culte tout spécial voué à la Vierge Marie

Le pape insiste même en ajoutant : « la contemplation et le culte marial étant vos traits caractéristiques ». Pour le pape Paul VI, par « la vie ascétique, vie consacrée à la recherche de la prière et à une vie spirituelle intense, [...] vous recherchez l'unique plénitude, l'unique paix, l'unique amour dans l'union de l'âme à Dieu. ».

### L'apostolat

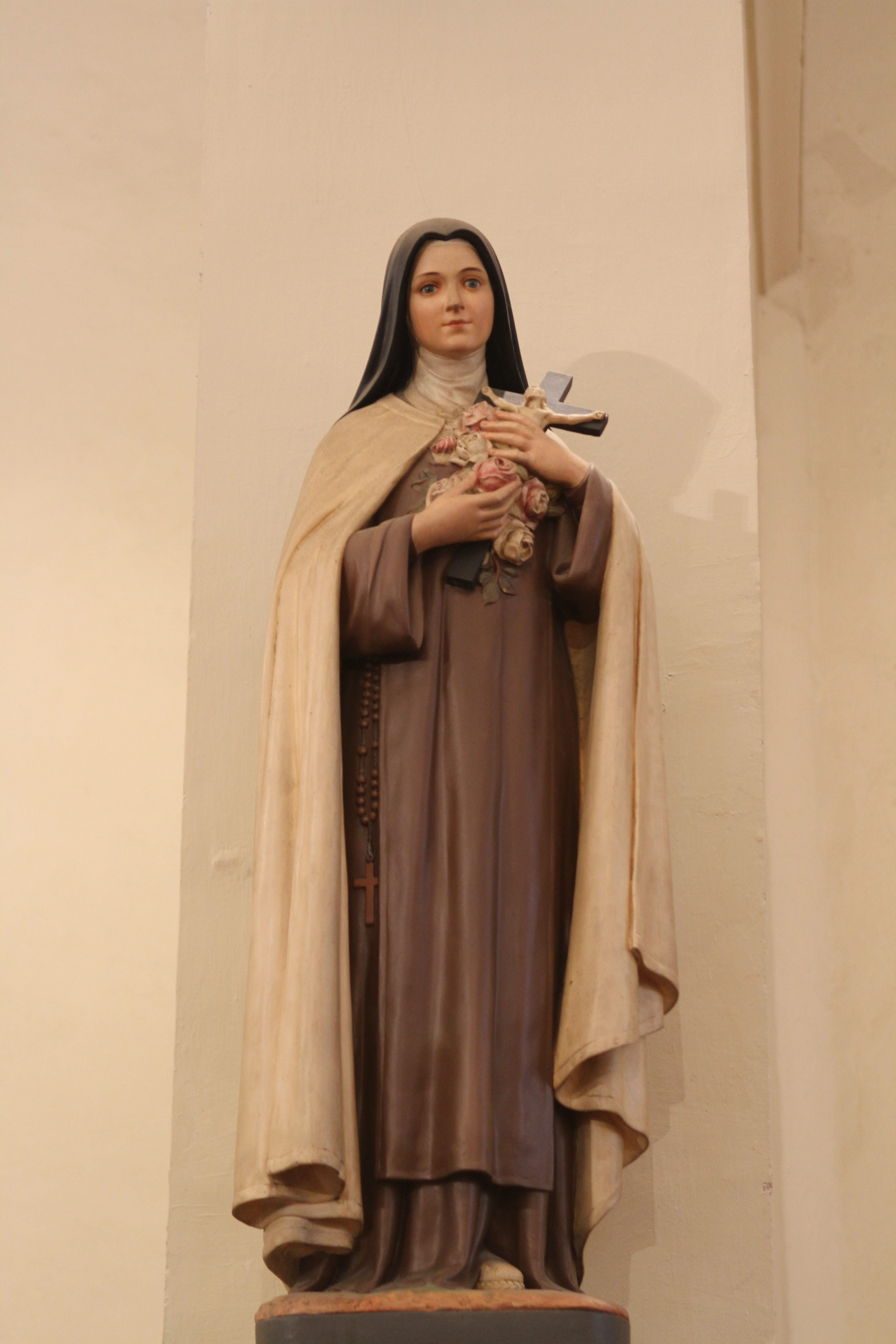
Statue de Thérèse de Lisieux, patronne des missions.

Si le Catéchisme de l'Église Catholique enseigne que « la vocation chrétienne est aussi par nature vocation à l’apostolat », et que tout chrétien est appelé à témoigner et faire connaître le Christ, les frères carmes ont pris très tôt des missions d'apostolat (dès leur arrivée en Europe et la transformation de l'ordre érémitique en ordre monachique). Cette volonté d'apostolat des frères s'étend tout au long des siècles, ainsi, lorsque Thérèse d'Avila fonde son premier couvent de frères carmes réformés à Duruelo, elle choisit ce lieu car il est éloigné de tout autre couvent, et qu'aucune autre communauté monastique ne vient y prêcher auprès des habitants. De plus, Thérèse d'Avila, ainsi que Jean de la Croix, dans leurs écrits, indiquent que le degré d'apostolat (dans le carmel, mais pas uniquement), est lié au cheminement et à l'avancée spirituelle du chrétien. Ainsi, Thérèse (comme Jean de la Croix dans son ouvrage Vive Flamme), indique que le niveau d'apostolat, qui progresse suivant l'avancée du fidèle dans les demeures, atteint son paroxysme (« l'apostolat parfait ») lorsque le fidèle entre dans la 6e demeure. Le père Marie-Eugène conclut que la contemplation est intrinsèquement liée à un apostolat en action.
Pierre de la Mère de Dieu au XVIIe siècle réfléchit sur le rapport entre contemplation et action dans le charisme carmélitain. Il en conclut que la contemplation n'obtient pas sa dernière perfection sans l'action. À la même époque, le père Thomas de Jésus soutient lui aussi qu'une action apostolique forte ne peut être soutenue sans un temps de désert et de contemplation important : la contemplation et l'action apostolique doivent trouver un équilibre parfait afin que chacune trouve sa perfection,.
La mission d'apostolat ne se limite pas aux frères Carmes, ainsi, Thérèse d'Avila qui s'inquiète autant pour les âmes des Indiens d’Amérique (« qui ne connaissent pas encore le Christ »), que pour les protestants en France « qui rejettent le catholicisme ». Elle souhaite agir, faire connaître la foi en Jésus et se lance dans une grande action de fondation de couvents, etc. et de réforme de son ordre. Moins connue, une autre carmélite, Maria Felicia de Jésus Sacrement, dans son carmel du Paraguay rappelait à ses sœurs que leur mission principale est l'apostolat, et ce, à travers une courte phrase : « le temps c'est de l'apostolat ». Thérèse de Lisieux, qui ne reste pas 10 années dans son couvent et n'en sortira pas jusqu'à sa mort est proclamée, en 1927 par Pie XI, « patronne principale des pays de mission à l'égal de saint François Xavier ».
La famille carmélitaine compte également de nombreuses congrégations religieuses (essentiellement féminines) ayant une vocation clairement apostolique, tout en conservant une vocation contemplative forte. Sans être exhaustif, nous pouvons citer :
- La Fédération Carmélitaine Apostolique qui rassemble trois congrégations (Notre Dame du Mont Carmel d’Avranches, Les Sœurs de la Providence de la Pommeraye et Sainte Thérèse d’Avesnes-sur-Helpe)[40].
- les Carmélites de la Charité, (fondées en 1826 par sainte Joaquina Vedruna)[41].
- Les Carmélites Missionnaires[42] et les Carmélites Missionnaires Thérésiennes[43] (fondées en 1861 par Francisco Palau y Quer).
- Le Mouvement Thérésien de l'Apostolat (MTA), (fondée en 1876 par saint Henri de Osso y Cervello sous le nom de « Compagnie de sainte Thérèse de Jésus »)[44].
- Le Carmel apostolique, (fondé en 1892 par mère Véronique de la Passion)[45].

Ces différentes congrégations (qui œuvrent dans l'éducation, la santé ou l'aide aux plus pauvres) montrent bien l'importance de la mission apostolique dans l'Ordre du Carmel.
Les laïcs membres de l'Ordre sont également appelés à des missions d'apostolat à leur niveau, via différents types d'engagements ecclésiaux, paroissiaux, caritatifs, associatifs ou civils,, en organisant par exemple des « écoles d'oraison », ou simplement dans la prière.